# Stazione di Pessione
Stazione di Pessione vasútállomás Olaszországban, Pessione településen.

## Vasútvonalak
Az állomást az alábbi vasútvonalak érintik:
- Torino–Genova-vasútvonal

## Kapcsolódó állomások
A vasútállomáshoz az alábbi állomások vannak a legközelebb:
- Stazione di Cambiano-Santena (Stazione di Torino Porta Nuova, Torino–Genova-vasútvonal)
- Stazione di Villanova d'Asti (Stazione di Genova Brignole, Torino–Genova-vasútvonal)
- Stazione di Villanova d'Asti (Stazione di Asti, Linea SFM6)
- Stazione di Cambiano-Santena (Stazione di Caselle Aeroporto, Linea SFM6)